# Екзарх-Антимово
Екзарх-Антимово (болг. Екзарх Антимово) — село в Бургасской области Болгарии. Входит в состав общины Карнобат. Находится примерно в 13 км к югу от центра города Карнобат и примерно в 40 км к западу от центра города Бургас. По данным переписи населения 2011 года, в селе  проживало 936 человек. До 1934 года называлось Ачларе. Названа в честь экзарха Анфима.

## Население
| Год     | 1934 | 1946 | 1956 | 1965 | 1975 | 1985 | 1992 | 2001 | 2011 |
| ------- | ---- | ---- | ---- | ---- | ---- | ---- | ---- | ---- | ---- |
| Жителей | 2049 | 2214 | 2069 | 1925 | 1474 | 1238 | 1175 | 1157 | 936  |

| Национальность  | Человек | Процент |
| --------------- | ------- | ------- |
| болгары         | 738     | 80,83%  |
| турки           | 14      | 1,53%   |
| цыгане          | 145     | 15,88%  |
| другие          | 5       | 0,55%   |
| не определились | 11      | 1,2%    |
| Всего ответов   | 913     |         |

|  |